# خارج از بین النهرین
رمان خروج از بین‌النهرین (Out of Mesopotamia)، نوشته سالار عبده، در سال ۲۰۲۰ منتشر شد. راوی داستان خبرنگار یکی از برنامه‌های تلویزیونی پرطرفدار در ایران است که دلزدگی از زندگی شهری و وسوسه حضور در خط مقدم جنگ با داعش در سوریه و عراق رهایش نمی‌کند.
الیوت آکرمن، نویسنده و منتقد ادبی، در مروری بر این رمان که در نیویورک تایمز منتشر شد خروج از بین‌النهرین را «مراقبه‌ای درباره زمان و خاطره» توصیف کرده است.